# پورتو گایتان
پورتو گایتان (انگلیسی: Puerto Gaitán) نام شهری در کشور کلمبیا است.